# Ziarno szkliste
Ziarna szkliste (ziarna twarde) – ziarniaki wykazujące w przekroju poprzecznym bielma twardą i rogową powierzchnię. Są bogate w substancje białkowe – a im większa zawartość białek, tym większa jest zwartość i wytrzymałość mechaniczna ziarna. Wyróżnia się szklistość pozorną, która ustępuje pod wpływem moczenia ziarna i powolnego suszenia w temperaturze pokojowej. 
Ziarniaki ubogie w białka, na przekroju matowe, kruche i mączyste, zwane są miękkimi.
Oznaczanie szklistości i mączystości bielma przeprowadza się przez obserwację ziarna w farinotomie.

## Szklistość ziarna a wartość technologiczna i konsumpcyjna zbóż (Polska) – przykłady
- Pszenica:
  - mąka pszenna do wypieków – mąka uzyskana z pszenicy szklistej zawiera więcej glutenu (będącego mieszaniną białek), stąd otrzymuje się z niej lepsze ciasto[3], tzn. lepiej wyrośnięte i bardziej pulchne (zobacz też: wyrabianie ciasta);
  - makarony – głównym składnikiem potrzebnym do ich produkcji jest mąka wysokoglutenowa makaronowa lub semolina[4], stąd preferowana jest pszenica szklista:
    - mąkę makaronową typ 950 wytwarza się z pszenicy durum (pszenica twarda)[4],
    - mąkę makaronową zwyczajną typ 450 wytwarza się z tych odmian pszenicy zwyczajnej, które charakteryzują się wysokim procentem ziaren szklistych[4];
    - semolinę uzyskuje się w wyniku specjalnego przemiału pszenicy durum (pszenica twarda)[4].

- Jęczmień:
  - kasze – do produkcji kasz jęczmiennych używa się ziarna szklistego: większa wytrzymałość mechaniczna sprawia, że nie rozkrusza się ono podczas obróbki, tzn. w czasie obłuskiwania, krajania i obtaczania[5]; kasza wyprodukowana z jęczmienia szklistego nie rozkleja się w czasie gotowania[6];
  - słód browarny – jęczmień szklisty wolno i nierównomiernie chłonie wodę przy zamaczaniu, słód z niego wytworzony cechuje się niską ekstraktywnością[2]; stąd w piwowarstwie cenione są odmiany jęczmienia ziarnie bogate w skrobię a ubogie w białka, czyli ziarna miękkie[7][3].